# 10 Batalion Dowodzenia
10 batalion dowodzenia (10 bdow) – samodzielny pododdział dowodzenia Wojska Polskiego.

## Formowanie i zmiany organizacyjne
Batalion sformowany został w 1993 na bazie 19 batalionu łączności, 83 baterii dowodzenia Szefa Artylerii Dywizji, 31 kompanii dowodzenia Szefa OPL i kompanii ochrony i regulacji ruchu 10 DZ.

 W 1995 batalion otrzymał sztandar.
Na podstawie rozkazu PF 14/Org. z 9 lutego 1999 10 Sudecka Dywizja Zmechanizowana została rozformowana, a na jej bazie powstała 10 Brygada Logistyczna. Rozformowany również został 10 batalion dowodzenia, a jego tradycje przejął batalion dowodzenia i zabezpieczenia 10 Brygady Logistycznej w Opolu.

## Tradycje
3 maja 1995 batalion przejął tradycje pododdziałów 10 Dywizji Piechoty: 
- kompanii telegraficznych (1919–1920 i 1932–1937)
- kompanii łączności (1937–1939)
- 19 samodzielnej kompanii łączności (1944–1947)
- 41 batalionu łączności (1947–1967)
- 19 batalionu łączności (1967–1994)

## Odznaka pamiątkowa
Odznaka ma kształt krzyża równoramiennego z zaokrąglonymi brzegami ramion lakierowanych na granatowo. Na górnym ramieniu krzyża znajduje się srebrna sylwetka żubra. Na pozostałych ramionach lata: 1919 1944 1994. W centrum krzyża nałożona jest okrągła tarcza srebrzysta z numerem 10 umieszczonym między stylizowanymi konturami anten. Na obwodzie tarczy napis BATALION DOWODZENIA. Między ramionami krzyża srebrne wiązki promieni. Odznaka o wymiarach 45x45 mm, zaprojektowana została przez Zenona Ryńskiego, a wykonana w pracowni grawerskiej Ryszarda Welgryna w Częstochowie.